# 커낼 스트리트역 (IRT 브로드웨이-7번로선)
커낼 스트리트(Canal Street)역은 로어 맨해튼의 커낼가(Canal Street)와 배릭가(Varick Street)가 교차하는 지점에 위치한 뉴욕시 지하철의 IRT 브로드웨이-7번로선에 있는 완행역이다. 전시간 1 열차가 운행하고, 심야에 2 열차가 운행한다.
본역은 IRT(인터버러 래피드 트랜싯 컴퍼니)가 뉴욕시와의 이중 계약(Dual Contracts)의 일부로 건설했으며 1918년 7월 1일에 개통했다. 역은 1960년대에 승강장이 확장되었으며 1992년에 개보수되었다.

## 역 구조
틀:NYCS Platform Layout IRT Broadway–Seventh Avenue Line/local

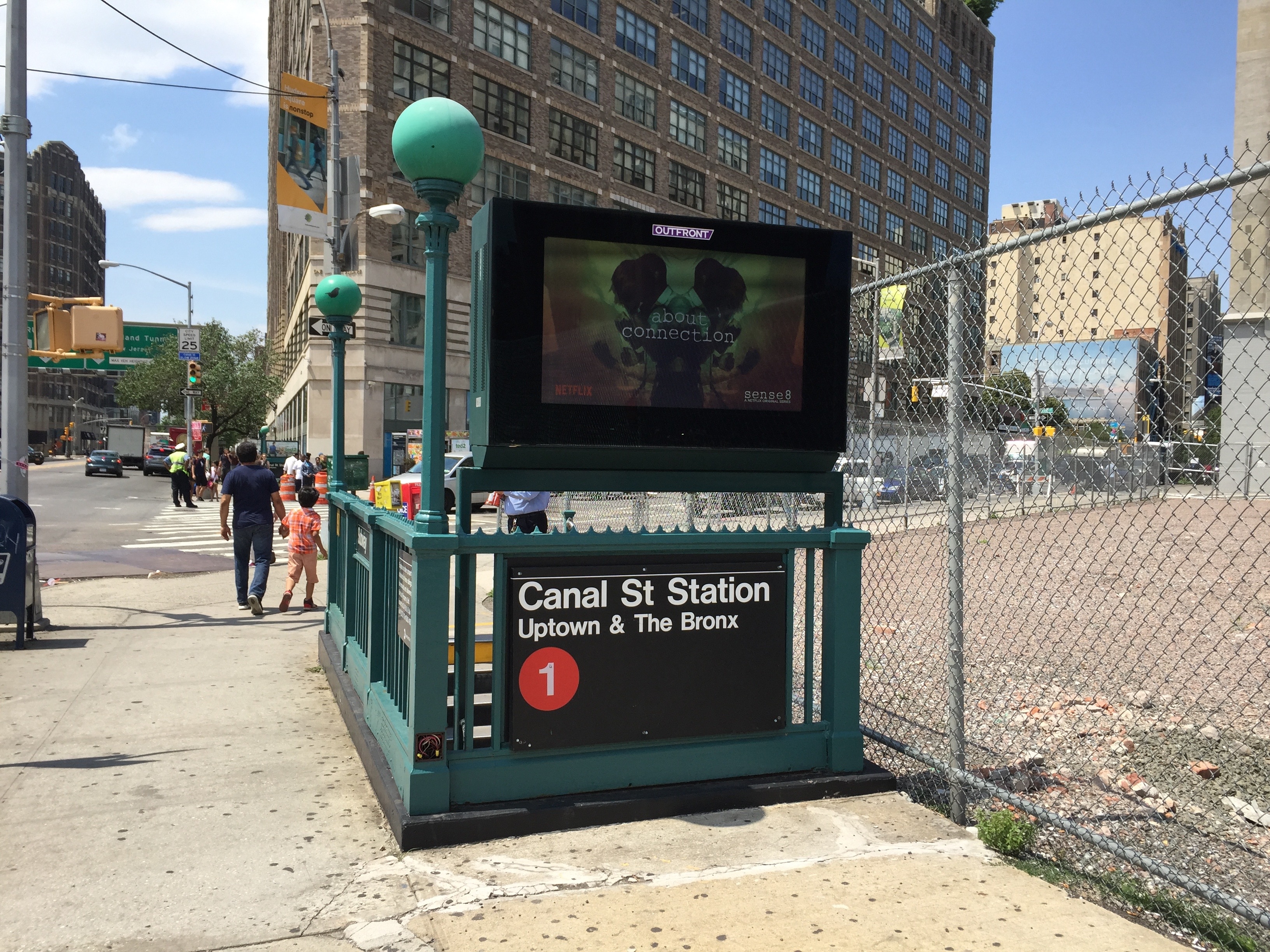
커낼가와 배릭가의 북동쪽 모퉁이에서 상행 승강장으로 가는 두 개의 계단 중 하나

이 역은 측면 승강장 2면 4선의 상대식 승강장 구조를 갖추고 있다. 중앙 선로는 주간 시간대에 2·3급행 열차가 이용한다. 승강장은 mildly offset되어 있으며, 승깅장 간의 횡단통로는 없으나, 두 승강장 모두 횡단로가 폐쇄되어 있던 흔적이 있다. 베이지색 I-빔 기둥은 두 승강장을 따라 배치되었으며, 흰색 글자에 검은색 배경의 표준 역명판이 번갈아 배치되어 있다.
이 지하역은 소호와 트라이베카의 경계인 동명의 거리에 위치해 있다. 세 개의 다른 pocket parks(세인트제임스 공원, Duane Park, Cavala Park) 블록 안에 위치한 이 역은 트라이베카 노스 Historic District 바깥의 홀랜드 터널 입구에 있다. 주변 지역의 대부분이 역사적인 loft architecture으로 특징지어진다.

### 출구
운임 구역은 양쪽 승강장 층에 구성되어 있다. 배릭가와 커낼가의 북동쪽 모퉁이에 북쪽으로 향하는 두 개의 도로 계단이 있고, 북서쪽 모퉁이에는 남쪽으로 향하는 두 개의 도로 계단이 있다. 북동쪽 출입구는 방수 처리되어 있다. 상행 승강장 끝에는 레이트(Laight)가와 배릭가로 가는 두 개의 계단이 있는 비운임 구역 통로가 있었는데, 이 통로는 감시 시설이 없었으며 보안상의 이유로 폐쇄되었다.

## 참고 문헌
- Stookey, Lee (1994). 《Subway ceramics : a history and iconography of mosaic and bas relief signs and plaques in the New York City subway system》. Brattleboro, Vt: L. Stookey. ISBN 978-0-9635486-1-0. OCLC 31901471.